# Лядениська
Лядениська (пол. Ladeniska) — село в Польщі, у гміні Дорогуськ Холмського повіту Люблінського воєводства.
Населення — 85 осіб (2011).
У 1975-1998 роках село належало до Холмського воєводства.

## Демографія
Демографічна структура станом на 31 березня 2011 року:
|          | Загалом | Допрацездатний вік | Працездатний вік | Постпрацездатний вік |
| -------- | ------- | ------------------ | ---------------- | -------------------- |
| Чоловіки | 38      | 4                  | 32               | 2                    |
| Жінки    | 47      | 8                  | 24               | 15                   |
| Разом    | 85      | 12                 | 56               | 17                   |